# Prisme pentagonal
En géométrie, un prisme pentagonal est un prisme de base pentagonale. Il a donc 7 faces (c'est un heptaèdre), 10 sommets et 15 arêtes.
Si toutes ses faces sont régulières, c'est un polyèdre semi-régulier, le troisième dans la suite des prismes dont les faces latérales sont des carrés.